# Jerome Flynn
Jerome Patrick Flynn (ur. 16 marca 1963 w Bromley w Londynie) – brytyjski aktor telewizyjny i filmowy, a także piosenkarz.

## Życiorys
Karierę aktorską rozpoczął w połowie lat 80., grywając głównie epizody w serialach i filmach telewizyjnych. W pierwszej połowie lat 90. otrzymał jedną z głównych ról w brytyjskim serialu Soldier Soldier. Wraz z partnerującym mu w tej produkcji Robsonem Greenem współtworzył duet muzyczny Robson & Jerome. Zespół ten wydał cztery albumy, w tym Robson & Jerome (1995) oraz Take Two (1996), który dotarły do pierwszych miejsc na listach sprzedaży. Nagrany w 1995 singel „Unchained Melody” / „(There'll Be Bluebirds Over) The White Cliffs of Dover” sprzedany został w blisko 1,9 miliona egzemplarzy. W 2010 Jerome Flynn dołączył do obsady serialu Gra o tron w roli najemnika Bronna, a w 2012 wcielił się w jedną z głównym postaci produkcji Ripper Street, partnerując Matthew Macfadyenowi.

## Wybrana filmografia
- 1985: American Playhouse (serial TV)
- 1986: Screen Two (serial TV)
- 1986: The Monocled Mutineer (serial TV)
- 1986: Breaking Up (serial TV)
- 1986: London's Burning: The Movie (film TV)
- 1988: The Fear (serial TV)
- 1988: Troubles (film TV)
- 1988: A Summer Story
- 1988: Zabić księdza
- 1989: Flying Lady (serial TV)
- 1990: Bergerac (serial TV)
- 1991: Edward II
- 1991: Casualty (serial TV)
- 1991: Boon (serial TV)
- 1991: Kafka
- 1991: Soldier Soldier (serial TV)
- 1992: Between the Lines (serial TV)
- 1993: Don't Leave Me This Way (film TV)
- 1995: A Mind to Murder (film TV)
- 1999: The Ruth Rendell Mysteries (serial TV)
- 1999: Badger (serial TV)
- 2000: Best – najlepszy z najlepszych
- 2011: Gra o tron (serial TV)
- 2012: Ripper Street (serial TV)
- 2013: Dante's Daemon
- 2016: Czarne lustro (serial TV)
- 2017: Twój Vincent
- 2019: John Wick 3
- 2022: 1923 (serial TV)'[1]